# Pleurosaurus
Pleurosaurus is een geslacht van uitgestorven aquatische reptielen die leefden van het Vroeg-Jura tot het Vroeg-Krijt.

## Kenmerken
Deze dieren hadden een langwerpig, gestroomlijnd lichaam met een lange, spitse kop en een staart met een ongewoon groot aantal wervels. De neusgaten stonden ver naar achteren, vlak voor de ogen. De korte poten waren niet geschikt voor een leven op het land.

## Leefwijze
Deze dieren waren aangepast aan het leven in het water. Ze bewogen zich met golvende bewegingen van het lange lichaam en staart door het water.

## Vondsten
Fossielen van dit dier werden in 1830 gevonden in Solnhofen (Beieren, Duitsland), en later ook in Frankrijk. Ze dateren uit het Laat-Jura, ongeveer 150 miljoen jaar geleden.

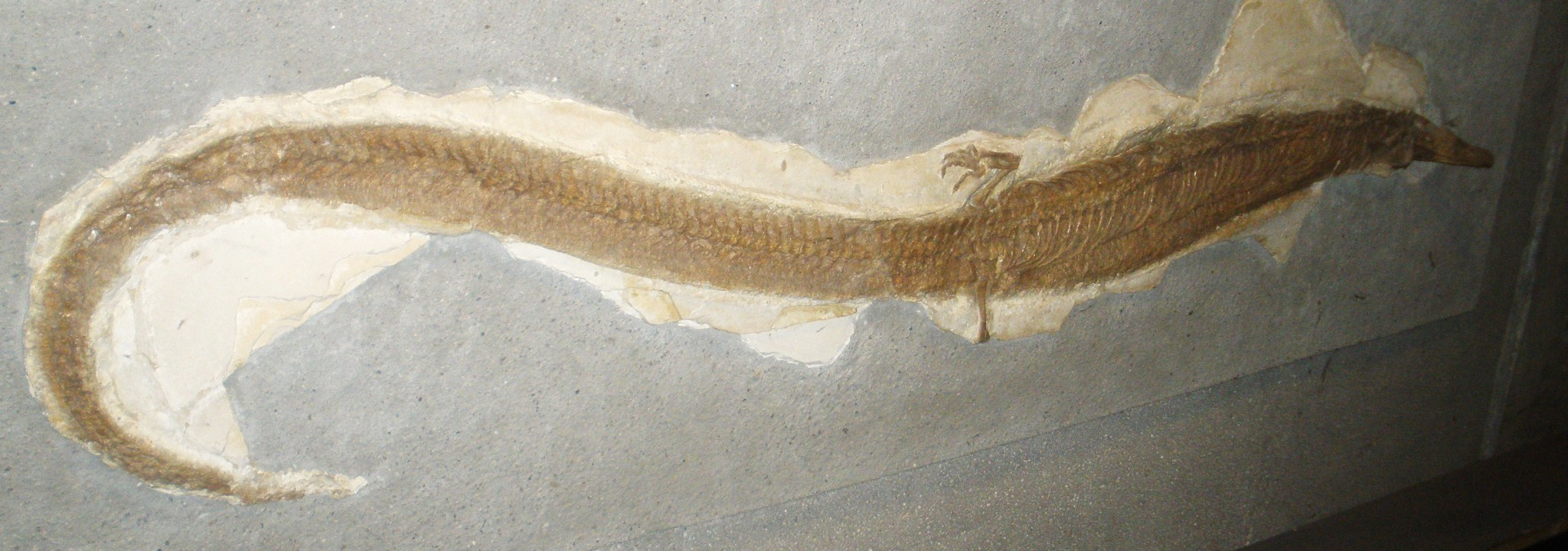
fossiel exemplaar